# Kasteel van Noorderwijk

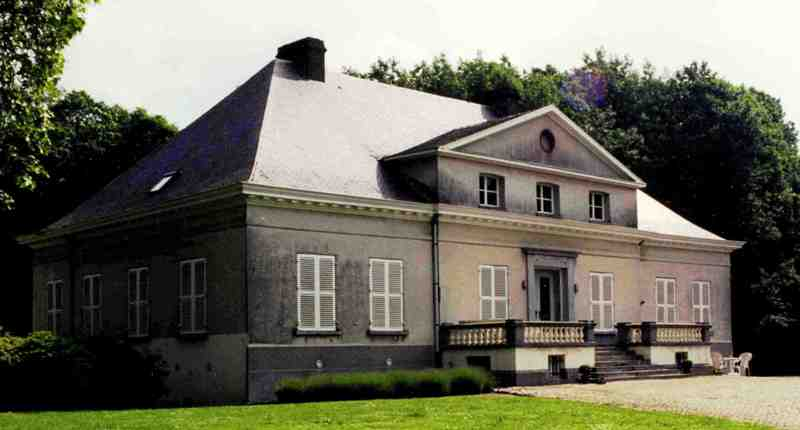
Kasteel van Noorderwijk

Het Kasteel van Noorderwijk is een kasteel in de tot de Antwerpse gemeente Herentals behorende plaats Noorderwijk, gelegen aan de de Ghellincklaan 28-34.

## Geschiedenis
Vanaf omstreeks 1400 werd er melding gemaakt van een kasteel op deze plaats. In 1647 werd een nieuw kasteel gebouwd in opdracht van Jan Tiras en Margaretha van Busleyden. Dit kasteel werd in 1820 door een kasteel in neoclassicistische stijl vervangen.

## Gebouw
Het omgrachte kasteel wordt betreden via een boogbrug van 1642. Vervolgens is er een toegangspoort van 1866 waarachter een kasteel op rechthoekige plattegrond is gelegen. Dit is een symmetrisch bouwwerk met ingangspartij met trap en bordes, en daarboven een driehoekig fronton.
Verder is er een voormalig koetshuis van 1871 met wagenhuis.
Het geheel ligt in een bebost domein, waarin zich ook een vijver en een ijskelder bevindt.